# قرن النبيع (القبيطة)

تعديل مصدري - تعديل

قرن النبيع هي إحدى قرى عزلة كرش بمديرية القبيطة التابعة لمحافظة لحج، بلغ تعداد سكانها 22 نسمة حسب تعداد اليمن لعام 2004.